# Vila Franca do Campo
Vila Franca do Campo est une commune de l'île de São Miguel, dans l'archipel et région autonome des Açores.  La population s'élevait, en 2001 à 11 229 habitants, dont environ 5 300 dans la partie urbaine de la municipalité.

## Transports
Route de Ponta Delgada - Povoação
- situation :
  - Latitude : 37.71667 (37°41') N
  - Longitude : 25.433 (25°26') O
- Altitude : 10 m

Vila Franca do Campo dispose d'une école, d'un lycée, d'un gymnase, de banques, d'un petit port et de places (praça).
| Paroisse            | Population | Superficie         | Densité    | Altitude | Coordonnées                          |
| ------------------- | ---------- | ------------------ | ---------- | -------- | ------------------------------------ |
| Água de Alto        | 1 788      | 18,44 km2/1 844 ha | 88,1 /km2  | 10 m     | 37.71667 (37°43') N 25.45 (25°27') W |
| Ponta Garça         | 3 547      | 27,7 km2/2 777 ha  | 129,1 /km2 | 0 m      | 37.71667 (37°43') 25.3667 (25°22') W |
| Ribeira das Tainhas | 703        | 9,91 km2/991 ha    | 78,9 /km2  | 0 m      | 37.733 (37°44') N 25.4 (25°24') W    |
| Ribeira Seca        | 2 950      | -                  | -          | -        | -                                    |
| São Miguel          | 2 659      | 19,47 km2/1 947 ha | 207,9 /km2 | -        | -                                    |
| São Pedro           | 1 426      | 2,48 km2/248 ha    | 451,6 /km2 | -        | -                                    |